# Lieselot Matthys
Lieselot Matthys (17 november 1986) is een Belgische voormalige atlete, die gespecialiseerd was in de middellange afstand. Zij veroverde drie Belgische titels.

## Biografie
Matthys nam in 2004 deel aan de wereldkampioenschappen veldlopen U20 in Brussel. Het jaar nadien nam ze op de 800 m deel aan de Europese kampioenschappen U20. Ze werd uitgeschakeld in de series. In 2006 en 2007 haalde ze twee opeenvolgende Belgische titels op deze afstand. Tussendoor werd ze ook Belgisch indoorkampioene.
Matthys was aangesloten bij Olympic Brugge.

## Belgische kampioenschappen
Outdoor
| Onderdeel | Jaar       |
| --------- | ---------- |
| 800 m     | 2006, 2007 |

Outdoor
| Onderdeel | Jaar |
| --------- | ---- |
| 800 m     | 2007 |

## Persoonlijk record
| Onderdeel | Prestatie | Datum            | Plaats |
| --------- | --------- | ---------------- | ------ |
| 800 m     | 2.05,02   | 13 augustus 2007 | Ninove |

## Palmares

### 400 m
- 2004:  BK AC – 56,14 s

### 800 m
- 2005: 6e in series EK U20 te Kaunas – 2.08,19
- 2006:  BK AC – 2.07,95
- 2007:  BK AC indoor – 2.11,64
- 2007:  BK AC – 2.09,36

### veldlopen
- 2004: 102e WK U20 te Brussel